# آدریانو فیرمینو
آدریانو فیرمینو (انگلیسی: Adriano Firmino؛ زادهٔ ۴ نوامبر ۱۹۹۹) بازیکن فوتبال اهل برزیل است.
از باشگاه‌هایی که در آن بازی کرده‌است می‌توان به باشگاه ورزشی کروزیرو اشاره کرد.